# San Pedro de Mérida
San Pedro de Mérida – gmina w Hiszpanii, w prowincji Badajoz, w Estramadurze, o powierzchni 22,73 km². W 2011 roku gmina liczyła 872 mieszkańców.